# خانه حاج حسن
خانه حاج حسن مربوط به اواخر دوره صفوی است و در اصفهان، خیابان عبد الرزاق، کوچه مسجد ذوالفقار واقع شده و این اثر در تاریخ ۷ مهر ۱۳۵۴ با شمارهٔ ثبت ۱۱۰۷ به‌عنوان یکی از آثار ملی ایران به ثبت رسیده‌است.